# Madrasek białoogonowy
Madrasek białoogonowy (Madromys blanfordi) – gatunek gryzonia z rodziny myszowatych, występujący w Indiach, w Bangladeszu i na Cejlonie. Jedyny przedstawiciel rodzaju madrasek (Madromys).

## Pokrewieństwo
Gatunek został opisany naukowo w 1881 roku przez O. Thomasa. Należy do monotypowego rodzaju Madromys, który został wydzielony z pokrewnego rodzaju Cremnomys. Na pokrewieństwo wskazują cechy uzębienia i chromosomów, różni je natomiast zawartość heterochromatyny konstytutywnej.

## Biologia
Gryzoń ten zamieszkuje pas od południowo-zachodniej do wschodniej części Półwyspu Indyjskiego oraz wschód wyspy Cejlon. Jest często chwytany w wiecznie zielonych lasach w południowych Ghatach Zachodnich, choć nie zdarza się to w północnej części tego pasma górskiego. Występuje także w suchych zaroślach liściastych. Gryzonie te mieszkają w miejscach skalistych, jaskiniach, dziuplach drzew i norach. Prowadzą nocny tryb życia.

## Populacja
Madrasek białoogonowy jest uznawany za gatunek najmniejszej troski ze względu na szeroki zasięg występowania i prawdopodobnie dużą liczebność. Nie są znane zagrożenia dla tego gatunku. Indyjska ustawa o ochronie przyrody z 1972 roku zalicza go do szkodników.